# 楯甲久四郎
楯甲 久四郎（たてかぶと きゅうしろう、1861年（文久元年）12月3日（旧暦11月2日）- 1891年（明治24年）10月28日）は、陸奥国耶麻郡（現：福島県耶麻郡）出身の元大相撲力士。本名は鈴木 久四郎（すずき きゅうしろう）。

## 来歴
1861年12月3日に陸奥国耶麻郡（現：福島県耶麻郡）で生まれる。1882年1月場所にて「若濱」の四股名で序二段から初土俵を踏む。1889年5月場所で十両昇進、1891年1月場所で新入幕を果たした。しかし同年5月場所後、東京相撲・京都相撲の合併相撲による巡業で岐阜県大垣市を訪れていた際に濃尾地震に遭遇、倒壊する家屋から弟弟子を庭先に突き出して自身も脱出しようとするが間に合わず、倒壊した家屋の下敷きになって圧死した。29歳没。幕内には通算2場所しか在籍できなかった悲運の力士で、将来を嘱望されていただけにその早過ぎる死は大変惜しまれた。
楯甲に突き出されて助かった弟弟子は、後に大坂相撲初の横綱（第21代横綱）に昇進する若島権四郎（当時の名は松若大五郎）で、楯甲の死を知った松若は、四股名を楯甲へ改名したと伝わる。